# L・ダナ・ウィルグレス
レオリン・ダナ・ウィルグレス (Leolyn Dana Wilgress, 1892年10月20日 - 1969年7月21日) は、カナダの外交官である。

## 生涯
ウィルグレスはブリティッシュコロンビア州バンクーバーに生まれた。彼はバンクーバー、日本、エジプトのビクトリア・カレッジなどで学び、マギル大学を卒業した。
ウィルグレスは1914年にカナダ政府の商務官となり、16年から32年にかけてロシア、ルーマニア、イギリス、ドイツに赴任した。1932年にはオタワの商務情報部長に任命された。彼は1930年のカナダの貿易交渉におけるキーパーソンのひとりであった。ウィルグレスは1940年には貿易商務省の副大臣になっている。
ウィルグレスは1942年から47年まで在ロシア公使(のち大使)を務め、49年から52年まではロンドンで高等弁務官の任にあたった。1952年から53年までは外務次官と外務副大臣になった。1953年から58年まではNATO大使になり、53年から58年まではOECDのカナダ代表になった。
ウィルグレスは冷戦が始まってからも東西問題について穏健な態度をとった。また彼は他の任務をもっている場合でも、関税および貿易に関する一般協定の交渉をとりしきり、GATT発足の立役者のひとりとなった。
1953年、ブリティッシュコロンビア大学より名誉博士号を授与された。1967年にはカナダ勲章コンパニオンを受勲した。ウィルグレスは1969年に亡くなり、オタワのキャピトル・メモリアル・ガーデンに埋葬された。

## 著作
- The trade of the new countries of south-east Europe : Roumania, Hungary, Czecho-Slovakia, Austria, Turkey, Yugoslavia, 1921.
- Czechoslovakia as a market for Canadian products, 1927.
- Co-operation in scientific and technical research, 1960.
- The impact of European integration on Canada, 1962.
- Canada's approach to trade negotiations, 1963.
- Memoirs, 1967.